# Margaux Hemingway
Pour les articles homonymes, voir Hemingway (homonymie).
Margaux Hemingway, née Margot Louise Hemingway, le 16 février 1954 à Portland (Oregon) et morte par suicide le 1er juillet 1996 à Santa Monica (Californie), est une actrice et mannequin américaine.

## Biographie

### Enfance et famille
Margaux Hemingway est la fille de Jack Hemingway, lui-même fils aîné d'Ernest Hemingway, et la sœur de Joan et Mariel Hemingway. Elle s'entend mal avec sa mère Puck[réf. souhaitée].
Elle passe son enfance à Ketchum (Idaho) où son père a une ferme, où son grand-père Ernest vient passer du temps pour écrire et faire du sport. 
Prénommée « Margot » à l'état civil, c'est elle qui aurait modifié son nom en « Margaux », lorsqu'elle apprend que ses parents lors de sa conception, ont consommé du Château Margaux, grand cru bordelais que son grand-père Ernest Hemingway aimait particulièrement,,.

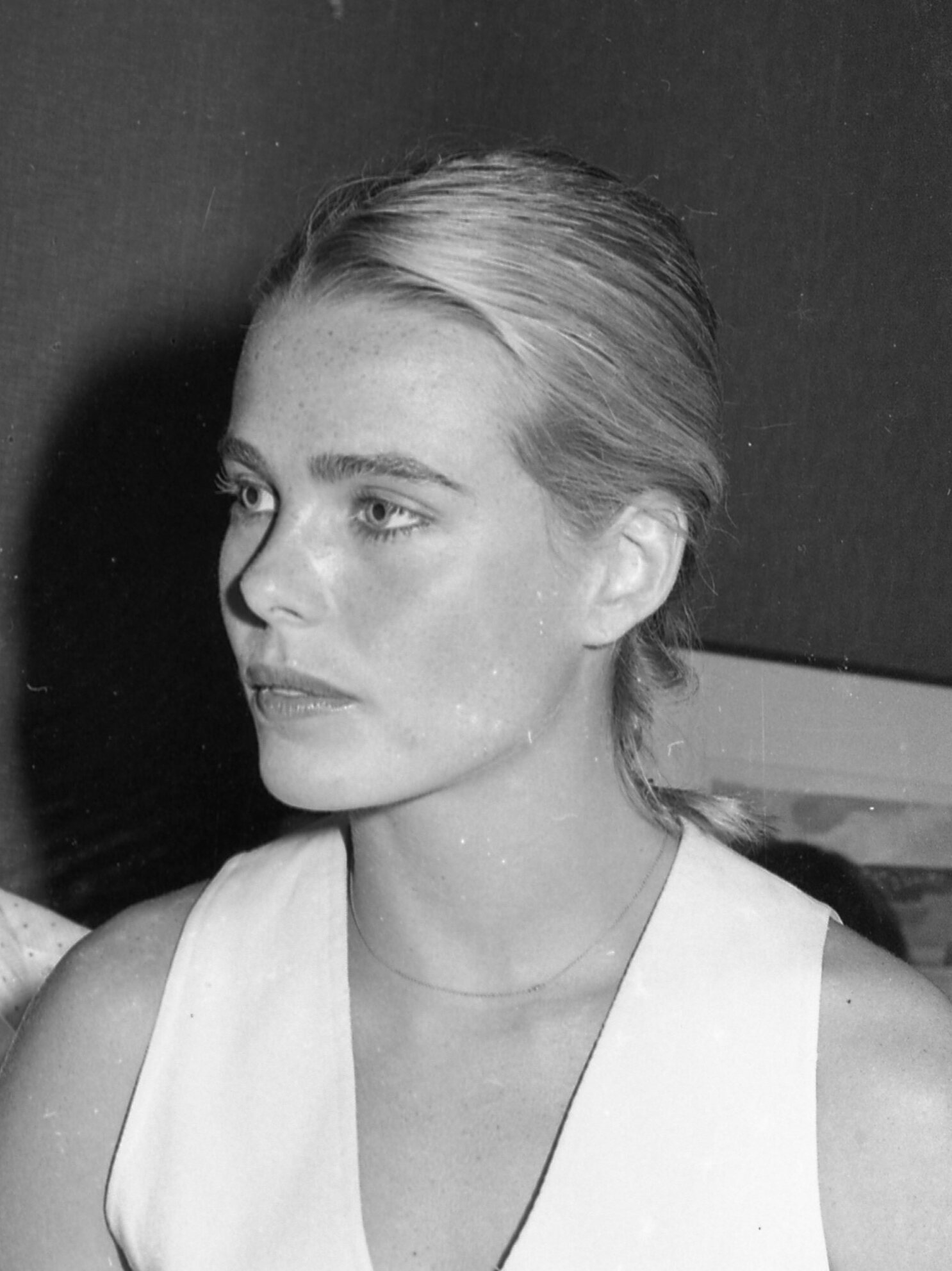
Margaux Hemingway en 1976.

Jack Hemingway avait eu dans sa jeunesse des mots très durs envers son père qui s'était également suicidé. Il parlait alors de « lâcheté ». Le dossier médical d'Ernest Hemingway, rendu accessible en 1991, montre qu'il souffrait d'hémochromatose (diagnostiquée en 1961), une maladie génétique qui provoque de sévères dommages physiques et mentaux. Cette maladie pourrait expliquer les nombreux suicides dans la famille Hemingway,.

### Carrière

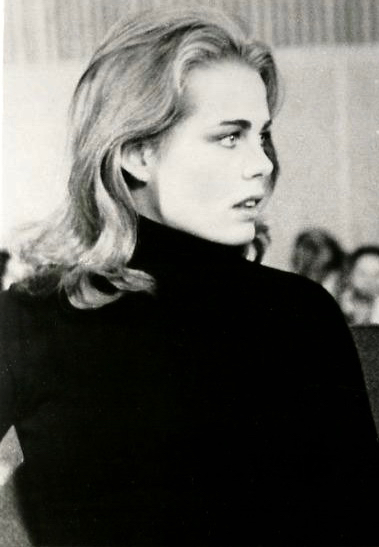
Margaux Hemingway dans une publicité pour Lispstick (1976)

Margaux Hemingway commence à travailler à New York en 1974, devenant rapidement l'un des mannequins les mieux payés du monde après un contrat, en 1975, d'un million de dollars pour le parfum Babe de Fabergé. En 1976, elle obtient son premier rôle important au cinéma dans Lipstick aux côtés de sa petite sœur Mariel. Mais alors que la carrière de Mariel s'envole, Margaux n'a, par la suite, que de petits rôles.
Dépressive, elle se met à boire et passe, en 1987, un mois au centre de désintoxication Betty Ford. Elle pose pour le magazine Playboy en mai 1990.

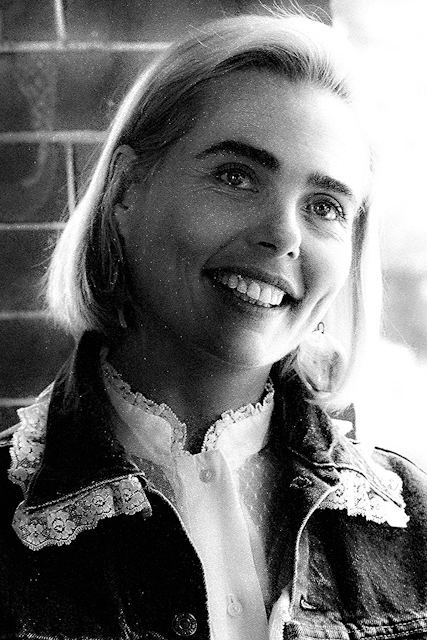
L'actrice en 1993.

En 1996, Margaux Hemingway termine une série de télévision, The Wild Guy, sur la faune sauvage et son agent pense qu'avec son amour pour les animaux, « elle renouerait avec le succès dans cette série », mais, peu de temps après, elle est trouvée morte d'une surdose de phénobarbital dans son appartement de Santa Monica (Californie), la veille du jour anniversaire du suicide de son grand-père Ernest Hemingway. 
Elle est inhumée au cimetière de Ketchum (Idaho), aux côtés de son père et à proximité de son grand-père.

### Vie privée
En 1975, elle épouse à l'âge de 19 ans Errol Wetson, propriétaire d’une chaîne de restaurants fast-food, dont elle divorce en 1978. L'année suivante, elle se marie avec le réalisateur français Bernard Faucher à Ketchum (Idaho) et vit avec lui à Paris pendant un an, mais divorce au bout de six ans,.

## Filmographie
- 1976 : Viol et Châtiment (Lipstick), de Lamont Johnson
- 1979 : L'Invasion des piranhas (Killer Fish), d'Antonio Margheriti
- 1982 : Appelez-moi Bruce ? (en) (They Call Me Bruce?), d'Elliott Hong (en)
- 1984 : Over the Brooklyn Bridge de Menahem Golan
- 1986 : La Máquina de matar, de José Antonio de la Loma
- 1986 : Portami la luna, téléfilm italien de Carlo Cotti
- 1990 : La Messe en si mineur, de Jean-Louis Guillermou
- 1991 : Désir fatal (Inner Sanctum), de Fred Olen Ray
- 1991 : La Donna di una sera ou Segreto di una donna ou A Woman's Secret, film italo-américain de Joe D'Amato
- 1992 : Cover up (titre français du DVD) (Frame-Up II: The Cover-Up ou, en vidéo, Deadly Conspiracy), de Paul Leder
- 1993 : Deadly Rivals, de James Dodson
- 1993 : Love Is Like That ou Bad Love ou Wild Angel, de Jill Goldman
- 1994 : Double Obsession, d'Eduardo Montes Bradley (en)
- 1994 : L'Emprise de la peur (Inner Sanctum II ou Inner Sanctum 2), de Fred Olen Ray
- 1995 : Vicious Kiss, de Donald Farmer
- 1995 : A comme acteur, de Frédéric Sojcher
- 1996 : Dangerous Cargo, d'Eric Louzil (en)
- 1997 : Backroads to Vegas ou Love Notes, de Kirsten Bulmer